# 429 (numero)
Quattrocentoventinove (429) è il numero naturale dopo il 428 e prima del 430.

## Proprietà matematiche
- È un numero dispari.
- È un numero composto con 8 divisori: 1, 3, 11, 13, 33, 39, 143, 429. Poiché la somma dei suoi divisori (escluso il numero stesso) è 243 < 429, è un numero difettivo.
- È un numero sfenico.
- È un numero di Catalan.
- È un numero fortunato.
- È un numero palindromo e un numero a cifra ripetuta nel sistema di numerazione posizionale a base 32 (DD).
- È un numero di Ulam.
- È un numero congruente.
- È parte delle terne pitagoriche (72, 429, 435), (165, 396, 429), (429, 460, 629), (429, 572, 715), (429, 700, 821), (429, 728, 845), (429, 880, 979), (429, 2340, 2379), (429, 2772, 2805), (429, 7072, 7085), (429, 8360, 8381), (429, 10220, 10229), (429, 30672, 30675), (429, 92020, 92021).
- È un numero malvagio.

## Astronomia
- 429P/LINEAR-Hill è una cometa periodica del sistema solare.
- 429 Lotis è un asteroide della fascia principale del sistema solare.
- NGC 429 è una galassia lenticolare della costellazione della Balena.

## Astronautica
- Cosmos 429 è un satellite artificiale russo.